# غلوريا نايلور
غلوريا نايلور (بالإنجليزية: Gloria Naylor)‏‏ (25 يناير 1950 في مانهاتن - 28 سبتمبر 2016 في كريستيانستيد) روائية، وكاتِبة من الولايات المتحدة.

## الجوائز
- زمالة غوغنهايم
- جائزة الكتاب الوطني  [لغات أخرى]‏
- جائزة ليليان سميث للكتاب [الإنجليزية]‏
- جائزة كانديس  [لغات أخرى]‏
- الجوائز الأميركية للكتاب